# Darchan Bajachmetow
Darchan Bajachmetow (kaz. Дархан Арғынұлы Баяхметов; ur. 21 sierpnia 1985) – kazachski zapaśnik walczący w stylu klasycznym. Dwukrotny olimpijczyk. Zajął piąte miejsce w Pekinie 2008 w kategorii 66 kg i dziewiąte w Londynie 2012 w tej samej wadze.
Pięciokrotny uczestnik mistrzostw świata. Zajął ósme miejsce w 2007. Srebrny medalista igrzysk azjatyckich w 2010. Wygrał zawody na mistrzostwach Azji w 2010 i trzeci w 2016. Pierwszy w Pucharze Świata w 2009; czwarty w 2016 i piąty w 2011 roku.